# 小雁與吳愛麗
《小雁與吳愛麗》是2024年上映的臺灣劇情片，由林書宇編劇、執導，夏于喬、楊貴媚、曾國城、黃奇斌主演，講述因殺害家暴父親而入獄的女子小雁與母親重逢的故事。本片於第29届釜山國際電影節世界首映，並入選「智奭」競賽單元，為史上首部入選該單元的臺灣電影，最終獲得金智奭獎。在臺上映後，獲得第61屆金馬獎8項提名，夏于喬、曾國城分別提名最佳女主角、最佳男配角，楊貴媚則獲得生涯首座最佳女配角。

## 劇情
在高雄美濃區，小雁殺死了家暴母親愛麗的父親，之後騎自行車去警察局自首。
八年後，小雁重獲自由，與母親愛麗一同搬進新家。愛麗帶小雁去見男友仁哥，仁哥是稱霸一方的地痞，小雁一見到他便心生厭惡。與此同時，一名長相和小雁一模一樣的年輕女子來到社區學院上表演課，她在同學面前稱呼自己為Allie。隨著時間推移，Allie漸漸與同學熟稔起來，也知道表演課老師的真正工作，其實是受往生者家屬僱傭，在喪禮上扮演孝女。Allie在班上表現出色，憑藉表演樹立自信。
小雁碰到一名女子，對方說是小雁生父的情婦。原來，小雁生父與情婦李雅雯生了一個私生子，名叫阿偉。雅雯說自己要離開高雄一個月，想囑咐小雁照顧阿偉，小雁拒絕了。雅雯乾脆把阿偉扔在阿麗雜貨鋪門口，小雁見狀，開車送阿偉回家，把阿偉扔在家門外。然而小雁回過頭又覺得於心不忍，於是把阿偉送到老同學阿正家。阿正同意照料阿偉，但是阿正父親不喜歡這個突如其來的小男孩，要小雁趕緊把小男孩接回家。在阿偉母親家，小雁找到一封沒有拆開的信件，信件顯示阿偉母親曾在一所社區學院工作，小雁覺得可以透過社區學院打探阿偉母親的去向。結果，校方說阿偉母親一個月前就辭了職。離開的時候，小雁注意到戲劇班的廣告。最終，小雁還是承擔了照顧阿偉的責任。
一個月後，仁哥與一群死黨來到愛麗家的雜貨店。仁哥拿出一疊假的刮刮樂，要愛麗把假貨當正品賣。小雁發現後，問母親為什麼賣假的刮刮樂，而且還在自己正處在假釋期的時候。愛麗說這樣能賺錢，同時指責小雁毀掉全家人。小雁一怒之下收拾好行李，離家出走。阿偉沒有跟小雁一起走，說母親雅雯答應過他一個月後就回接他，明天剛好一個月。然而雅雯沒有如期出現，阿偉這才意識到自己被雅雯拋棄了。小雁搬到高雄市區，在洗衣店找到工作。小雁從鄉下女孩搖身一變，變成城市女孩，髮型也變得和Allie一模一樣，原來Allie就是從鄉下來的小雁。
仁哥來到愛麗家的雜貨店，發現愛麗沒有賣假刮刮樂，要求愛麗繼續賣。愛麗沒有聽從，還扇了仁哥一巴掌。仁哥瞬間被激怒，要掐死愛麗，被路過的員警發現制止。與此同時，在表演課上，同學們獲得老師下發的戲服，按照服裝進行表演。Allie拿到一套孝服，要到葬禮上扮演孝女。Allie一開始有點抗拒，後來在老師鼓勵下進行表演。在喪禮現場，Allie突然情緒崩潰，開始想象自己在和身故的父親對話。Allie說自己不恨父親，也不恨母親，但就是不知道如何擺脫這些仇恨繼續生活下去。表演結束後，Allie獨自冷靜下來，勇敢地向老師說出自己的真名小雁。
小雁收到母親進了派出所的消息，回到美濃鄉下把母親保釋出來。愛麗說仁哥已經搬走了，之前反抗仁哥是為了讓小雁回家。小雁開始和愛麗討論父親的事情。

## 演員
- 夏于喬 飾 陳思雁（小雁）/Allie[2]
- 楊貴媚 飾 吳愛麗[2]
- 曾國城 飾 仁哥[3]
- 黃奇斌 飾 阿正[4]
- 謝以樂 飾 阿偉[2]
- 張詩盈 飾 Linda，表演課老師[5]
- 葉全真 飾 李雅雯[6]
- 張捷 飾 阿柯[7]

## 製作

### 開發
一直以來，導演林書宇想和演員妻子夏于喬合作拍戲，但苦於沒有機會，直至COVID-19疫情爆發。林書宇根據夏于喬的親身經歷打造主角，希望借電影探索母女關係，這也是夏于喬一直感興趣的主題。然而林書宇沒有為人母親為人女兒的經歷，寫母女關係的劇本有一定挑戰性。直至有一天，他看到一則新聞，說有個兒子殺害家暴母親的父親，被媒體稱為孝順孩子，靈感頓時而來，便將這位女兒代入母女關係的劇本中。林書宇花了一年多時間構思劇本，《美國女孩》上映後，於2022年開始創作劇本。在2022年11月舉行的第44屆優良電影劇本頒獎典禮上，電影劇本榮獲優等獎。本作是導演林書宇的首個原創劇本，夏于喬參與劇本微調，以及前期製作和選角過程，因此本作也是夫婦二人首次合作，也是林書宇執導的第五部長片。早在編劇階段，林書宇就想以黑白畫面呈現畫面，而夏于喬一人分飾兩角的方案也是在這時候成型。按照他的設想，主角擁有兩個身份，一個是獲釋的囚犯，一個是演員替角，兩人的成長軌跡取材自演員夏于喬的真實經歷，包括她與母親的矛盾關係。現實生活中，夏于喬也上過表演課，2017年辭去三立都會台烹飪節目《型男大主廚》的主持後，她學習表演，之後走上演員道路。
電影演員陣容由林書宇和夏于喬共同選定。曾國城因客語流利被選中，他曾和夏于喬一同主持《型男大主廚》，接到夏于喬的邀約後，他接下角色。張詩盈應林書宇邀請出演葬禮演員，角色對應的職業是由林書宇在新聞上看到的。楊貴媚在項目早期加盟演出，她與劇組會談不多，林書宇和夏于喬則認為她的長相和夏于喬想象。為了演好農村客家婦女角色，楊貴媚在戲外專程學習客語。香港服裝設計師葉嘉茵和日本作曲家林正樹也參與製作。拿到高雄市電影館的補助資金後，林書宇馬不停蹄地在故事發生地高雄美濃區進行勘景，美濃區地形地貌適合黑白電影拍攝，因而被相中。林書宇與夏于喬也進行實地調研，經更生保護會了解更生過程，夏于喬也透過社工採訪家暴受害者。2023年2月，電影參加柏林影展電影市場。

### 拍攝
主體拍攝於2023年在高雄啟動，共進行了三到四個禮拜。印度攝影師卡迪克·維傑參與製片工作，他和林書宇在2019年上映的《夕霧花園》中有過合作。林書宇邀請他加入，是想藉由外國人的視角展現臺灣，也是因為他注重細節。拍攝時正值梅雨季節，契合故事發生地多雨的設定，開頭用的是長鏡頭。拍攝中途因颱風暫停了兩天。林書宇也計劃用長鏡頭拍攝高潮，這部分用不同語言拍了七個版本，每個版本的台詞量漸次減少，已符合表演語境。片中大部分場景在美濃拍攝，少部分在市區及旗山區取景。

### 拍攝地點
- 美濃廣興派出所
- 旗山泰昌超市(高雄市旗山區廣吉路17號 泰昌行)
- 美濃下竹圍
- 美濃水圳
- 高雄市政府社會局婦幼青少年活動中心(鳳山區)

## 發行
電影於2024年10月5日在第29届釜山国际电影节競賽單元「智奭」首映，最終贏得金智奭獎。根據頒獎詞，評審團認為電影「大膽且留有空白地刻畫了一對母女的痛苦關係，表演優秀之餘不失力量」。電影於2024年10月10日在台灣上映。

## 反響

### 票房
電影上映首日僅獲得19.5萬新台幣票房，表現極為慘淡，主演夏于喬感歎看的人「少之又少」。伴隨著口碑不斷上升，次周票房同比上升20%，總票房升至210萬新台幣。

### 專業評價
國際銀幕的Nikki Baughan認為「夏于喬和楊貴媚的表演為《小雁與吳愛麗》增色不少」，並稱讚卡迪克·維傑的攝影「凸顯了情緒」、「豐富、明快、毫芒畢現」，蔡珮玲的美術設計「溫暖」而「貼近日常生活」。影評人張宛瑄指出「缺席」是本片在「治療」之外的隱性主題，並盛讚夏于喬的演出「值得一座金馬最佳女主角」。影評人朱哲輝認為，角色弧度的轉變在跳躍式的剪接下有完整的說服力，楊貴媚「在草根氣息中流露母性的溫暖，在小奸小惡的貪婪底下還有一絲良知，......表演豐厚強大」，曾國城「相當傳神」，夏于喬「全情投入」、「是其從影最佳表現」。《亞洲週刊》的影評人梁良認為本片成功展現家庭暴力對母女關係的影響，現代化的敘事及黑白攝影獨具一格；相較於更豐富、更激烈的後半部分，前半部分稍嫌單薄，但仍展現了母女情感歷程的複雜層面。

## 獎項與提名
影片是首部贏得釜山國際電影節金智奭獎的臺灣電影。在第61屆金馬獎中，電影獲得8項提名，為提名作品中第二多。
| 年份 | 大獎                       | 獎項               | 提名者           | 結果 | 參考   |
| ---- | -------------------------- | ------------------ | ---------------- | ---- | ------ |
| 2022 | 第44屆優良電影劇本         | 優等獎             | 不適用           | 獲獎 | [ 14 ] |
| 2024 | 第29届釜山国际电影节       | 金智奭獎           | 不適用           | 獲獎 | [ 23 ] |
| 2024 | 第61屆金馬獎               | 最佳女主角         | 夏于喬           | 提名 | [ 36 ] |
| 2024 | 第61屆金馬獎               | 最佳女配角         | 楊貴媚           | 獲獎 | [ 36 ] |
| 2024 | 第61屆金馬獎               | 最佳男配角         | 曾國城           | 提名 | [ 36 ] |
| 2024 | 第61屆金馬獎               | 最佳原著劇本       | 林書宇           | 提名 | [ 36 ] |
| 2024 | 第61屆金馬獎               | 最佳攝影           | 卡迪克·維傑      | 提名 | [ 36 ] |
| 2024 | 第61屆金馬獎               | 最佳剪輯           | 林欣民           | 提名 | [ 36 ] |
| 2024 | 第61屆金馬獎               | 最佳造型設計       | 葉嘉茵           | 提名 | [ 36 ] |
| 2024 | 第61屆金馬獎               | 最佳美術設計       | 蔡珮玲           | 提名 | [ 36 ] |
| 2025 | 第18屆亞洲電影大獎         | 最佳女配角         | 楊貴媚           | 獲獎 |        |
| 2025 | 第40屆聖塔芭芭拉國際電影節 | 最佳國際劇情長片獎 | 小雁與吳愛麗     | 獲獎 |        |
| 2025 | 第19屆芝加哥亞洲躍動影展   | 評審團最佳劇情片獎 | 小雁與吳愛麗     | 獲獎 |        |
| 2025 | 第27屆台北電影獎           | 最佳劇情長片       | 《小雁與吳愛麗》 | 獲獎 |        |
| 2025 | 第27屆台北電影獎           | 最佳導演           | 林書宇           | 提名 |        |
| 2025 | 第27屆台北電影獎           | 最佳編劇           | 林書宇           | 獲獎 |        |
| 2025 | 第27屆台北電影獎           | 最佳女主角         | 夏于喬           | 提名 |        |
| 2025 | 第27屆台北電影獎           | 最佳男配角         | 曾國城           | 提名 |        |
| 2025 | 第27屆台北電影獎           | 最佳女配角         | 楊貴媚           | 獲獎 |        |
| 2025 | 第27屆台北電影獎           | 最佳女配角         | 張詩盈           | 提名 |        |
| 2025 | 第27屆台北電影獎           | 最佳新演員         | 黃奇斌           | 提名 |        |
| 2025 | 第27屆台北電影獎           | 最佳攝影           | 卡迪克·維傑      | 提名 |        |
| 2025 | 第27屆台北電影獎           | 最佳美術設計       | 蔡珮玲           | 提名 |        |
| 2025 | 第27屆台北電影獎           | 最佳造型設計       | 葉嘉茵           | 提名 |        |
| 2025 | 第27屆台北電影獎           | 最佳聲音設計       | 郭禮杞           | 提名 |        |

## 外部連接
- 互联网电影数据库（IMDb）上《小雁與吳愛麗》的资料（英文）
- 豆瓣电影上《小雁與吳愛麗》的資料 （简体中文）
- 时光网上《小雁與吳愛麗》的資料（简体中文）
- 開眼電影網上《小雁與吳愛麗》的資料（繁體中文）